# Churchwarden

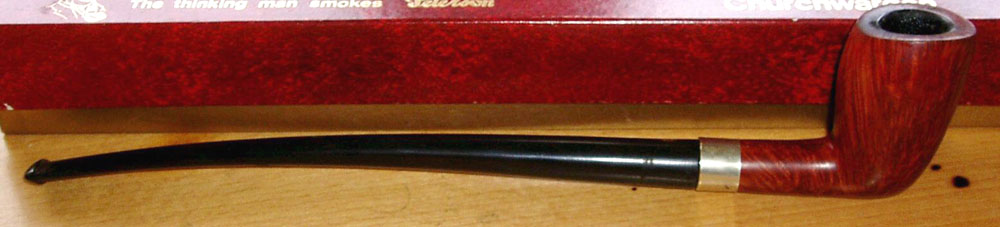

Churchwarden é um tipo de cachimbo com piteira extremamente longa, chegando por vezes a ter quarenta centímetros de comprimento. Em alemão, se chama lesepfeife, literalmente "cachimbo de leitura", pois seu longo tamanho permite que se fume e se leia ao mesmo tempo. Seu longo formato gera outras duas vantagens: a fumaça que chega à boca do fumante é mais fria, pois tem de percorrer um maior caminho; e calor e a fumaça que saem do fornilho estão a maior distância do rosto do fumante, o que é mais agradável. 

## História
Desde o final do século XVIII, o cachimbo churchwarden já era conhecido na Europa, sendo considerado de origem oriental. Era um símbolo dos hussardos. 
No início do século XXI, com o lançamento da série de filmes O Senhor dos Anéis, esse tipo de cachimbo experimentou um aumento de popularidade pois muitos personagens do filme o usavam, como o mago Gandalf e o hobbit Bilbo.

## Etimologia
Acredita-se que o nome churchwarden seja uma referência ao uso do cachimbo pelos guardas noturnos das igrejas, também chamados churchwarden, pois seu formato longo permitia que os guardas fumassem e não tivessem sua visão prejudicada pelo cachimbo. 